# Dilophotriche occidentalis
Dilophotriche occidentalis är en gräsart som beskrevs av Jacq.-fel. Dilophotriche occidentalis ingår i släktet Dilophotriche och familjen gräs.
Artens utbredningsområde är Guinea. Inga underarter finns listade i Catalogue of Life.